# Łukasz Gaweł (ur. 1970)
Łukasz Marcin Gaweł (ur. 11 listopada 1970 w Krakowie) – polski specjalista w zakresie zarządzania dziedzictwem kulturowym oraz publicznymi instytucjami kultury, doktor habilitowany nauk humanistycznych w dyscyplinie nauk o zarządzaniu, profesor Uniwersytetu Jagiellońskiego, w latach 2016–2019 wicedyrektor Muzeum Narodowego w Krakowie, w latach 2019–2020 pełniący obowiązki dyrektora Muzeum Narodowego w Warszawie, w latach 2020–2024 dyrektor Muzeum Narodowego w Warszawie.

## Życiorys
W 2001 w Instytucie Polonistyki Uniwersytetu Jagiellońskiego uzyskał stopień doktora nauk humanistycznych na podstawie dysertacji Działalność artystyczna Starego Teatru w latach 1954–1963. Narodziny legendy. Habilitował się w 2012.
W latach 2009–2012 był zastępcą dyrektora ds. dydaktycznych, a w latach 2012–2016 dyrektorem Instytutu Kultury Uniwersytetu Jagiellońskiego. W 2016 został powołany na stanowisko zastępcy dyrektora Muzeum Narodowego w Krakowie Andrzeja Betleja ds. strategii, rozwoju i komunikacji. W grudniu 2019 minister kultury i dziedzictwa narodowego Piotr Gliński powierzył mu funkcję pełniącego obowiązki dyrektora Muzeum Narodowego w Warszawie. W listopadzie 2020 minister kultury, dziedzictwa narodowego i sportu prof. Piotr Gliński mianował Łukasza Gawła na 5-letnią kadencję dyrektora MNW rozpoczynającą się 15 listopada 2020. W lutym 2024 został odwołany z tego stanowiska przez ministra kultury i dziedzictwa narodowego Bartłomieja Sienkiewicza z powodu nieprawidłowości w obszarze zarządzania zasobami ludzkimi, a zwłaszcza stylu kierowania zespołem MNW polegającym na zarządzaniu przez konflikt.
Główny obszar jego zainteresowań stanowi „efektywne zarządzanie zasobami dziedzictwa kulturowego, szczególnie problematyka związana z ratowaniem, rewitalizacją i animacją niewielkich obiektów zabytkowych oraz tworzenie architektonicznych szlaków turystycznych”. Redaktor zeszytów naukowych „Zarządzanie w Kulturze” oraz serii wydawniczej „Biblioteka Zarządzania Kulturą”.
Członek Komisji Zarządzania Kulturą i Mediami Polskiej Akademii Umiejętności, Rady Biura Programu „Niepodległa”, Rady Muzeum Polaków Ratujących Żydów podczas II wojny światowej im. Rodziny Ulmów w Markowej, Rady Muzeum Sztuki i Techniki Japońskiej „Manggha” w Krakowie oraz Rady Narodowego Muzeum Techniki w Warszawie.

## Nagrody i odznaczenia
W 2008 otrzymał Nagrodę Ars Querendi przyznawaną przez marszałka województwa małopolskiego.
W 2022 został odznaczony Złotym Krzyżem Zasługi.

## Wybrane publikacje
- Najpiękniejsze zabytki świata, Kraków 2007
- Polska – Zamki, Kraków 2007
- Stanisław Wyspiański – Życie i twórczość, Kraków 2007
- Polska – Skarby UNESCO, Kraków 2008
- Polska – Zabytki drewniane, Kraków 2009
- Auschwitz-Birkenau, Kraków 2010
- Polska – dwory, Kraków 2011
- Szlaki dziedzictwa kulturowego. Teoria i praktyka zarządzania, Kraków 2011 (rozprawa habilitacyjna)
- Zarządzanie – kultura, media, dziedzictwo, Kraków 2012 (red., wraz z E.Orzechowskim)
- Od hałdy do kultury (turystyka kulturowa miejsc poprzemysłowych), Kraków 2012 (red., razem z K. Skalskim)
- Walory i atrakcje turystyczno-krajoznawcze Polski, Kraków 2012 (red., wraz z Romanem Malarzem)
- Stanisław Wyspiański. Na chęciach mi nie braknie…, Kraków 2017
- Krakowski odbiorca kultury 2017-2018, Kraków 2019 (red. razem z I. Parzyńską)